# Гербы Донецкой области

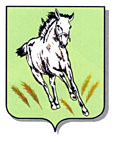
Герб села Хомутово

Герб Донецкой области появился в 1999 году. До появления областного герба в справочнике «Геральдика Украины» Донецкую область означали гербом села Хомутово.

## Гербы городов
Из городов Донецкой области первый городской герб появился у Бахмута. Он был составлен в 1745 году для знамени Бахмутского батальона.
В 1811 году появился герб Мариуполя и новый герб Бахмута.
В советские годы появились гербы большинства городов Донецкой области, но они большей частью не были официально утверждены. В 1990-е — 2000-е годы разрабатываются новые варианты гербов, которые официально принимаются в качестве городских гербов решениями городских советов.
- в 1967 году был принят современный герб Енакиево, потом подтверждён в 1990 году (авторы — А. Чутчев, А. Уткин, Г. Андриенко, О. Панасенко)[1]
- в 1970 году был принят современный Герб Краматорска (автор — Пётр Фёдорович Дьяченко)
- в 1978 году был принят современный герб Снежного[2]
- в 1995 году был принят современный герб Донецка
- в 1996 году был принят современный герб Артёмовска
- в 1997 году был принят современный герб Славянска (авторы — Анатолий Шамрай, Николай Омельченко, Валерий Абрамов, Сергей Чернета)
- в 1997 году был принят современный герб Новоазовска (автор — Олег Киричок)[3]
- в 1998 году был принят современный герб Дебальцево (автор — С.М. Мирошниченко)[4]
- в 1998 году был принят современный герб Дружковки
- в 1999 году был принят современный герб Волновахи (авторы — Евгений Александрович Малаха и Николай Никитович Стародубцев)
- в 1999 году был принят современный герб Доброполья (автор — Олег Киричок)[5]
- в 2000 году был принят современный герб Докучаевска (авторы — Владимир Алексеевич Мартыненко и Олег Игоревич Киричок)
- в 2000 году был принят современный герб Макеевки[6]
- в 2000 году был принят современный герб Горловки (автор — Леонид Толстов)
- в 2003 году был принят современный герб Зугреса[7]
- в 2003 году был принят современный герб Святогорска (авторы — О. Житниченко, А. Закорецкий)[8]
- в 2004 году был принят современный герб Николаевки
- герб Амвросиевки[9]
- герб Дзержинска[10]
- герб Константиновки[11]
- герб Красного Лимана (автор — Олег Киричок)[12]

Первоначально эти гербы используют французский щит, но затем по требованиям Украинского геральдического общества они меняют щит на испанский.

Герб Волновахи на французском щите
Герб Волновахи на испанском щите

## Гербы районов
Районы Донецкой области также имеют свои гербы:
- Герб Александровского района Донецкой области, принят в 2003 году, авторы Павел Чесноков и Сергей Потюгов
- Герб Амвросиевского района Донецкой области
- Герб Артёмовского района Донецкой области принят в 2001 году, автор О. Недорезова[13]
- Герб Великоновосёлковсковского района Донецкой области
- Герб Волновахского района Донецкой области
- Герб Володарского района Донецкой области
- Герб Добропольского района Донецкой области
- Герб Константиновского района Донецкой области
- Герб Красноармейского района Донецкой области
- Герб Краснолиманского района Донецкой области
- Герб Марьинского района Донецкой области
- Герб Новоазовского района Донецкой области
- Герб Першотравневого района Донецкой области
- Герб Славянского района Донецкой области принят в 1998 году[14]
- Герб Старобешевского района Донецкой области принят в 2000 году, авторы Евгений Александрович Малаха и Олег Киричок[15]
- Герб Тельмановского района Донецкой области
- Герб Шахтёрского района Донецкой области
- Герб Ясиноватского района Донецкой области

## Гербы сёл и ПГТ
Первым сельским официальным гербом в Донецкой области стал герб Стылы. Он был утверждён в 1996 году. Всего в области более пятидесяти сельских гербов — самое большое количество сельских гербов по сравнению с другими областями Украины. Большую часть из них нарисовал Олег Киричок.
- Герб села Богатырь был принят в 1997 году, автор Олег Киричок[16]
- Герб Великой Новосёлки был принят в 1996 году, автор Олег Киричок[17]
- Герб села Весёлое был принят в 1999 году, автор Олег Киричок[18]
- Герб села Виноградное был принят в 1997 году[19]
- Герб села Володарское был принят в 1999 году, автор Олег Киричок[20]
- Герб села Гранитное был принят в 1998 году, автор Олег Киричок[21]
- Герб села Демьяновка был принят в 1997 году, автор Олег Киричок[22]
- Герб села Захаровка был принят в 1996 году, автор Олег Киричок[23]
- Герб села Зелёный яр был принят в 1999 году, автор Олег Киричок[24]
- Герб села Кальчик был принят в 1999 году, автор Олег Киричок[25]
- Герб села Казацкое был принят в 1998 году, авторы Олег Киричок и Сергей Будаква[26]
- Герб села Комар был принят в 1996 году, автор Олег Киричок[27]
- Герб села Камышеватое был принят в 1997 году, автор Олег Киричок[28]
- Герб села Константинополь был принят в 1998 году, автор Олег Киричок[29]
- Герб села Лебединское был принят в 1998 году, автор Олег Киричок[30]
- Герб села Лесное был принят в 1999 году, автор Олег Киричок[31]
- Герб Мангуша был принят в 1996 году, автор Олег Киричок[32]
- Герб села Новоянисоль был принят в 1999 году, автор Олег Киричок[33]
- Герб села Пионерское был принят в 1997 году, автор Олег Киричок[34]
- Герб села Приморское был принят в 1997 году, авторы Олег Киричок и С. Светловская[35]
- Герб села Разлив был принят в 1998 году, автор Олег Киричок[36]
- Герб села Самойлово был принят в 1998 году, автор Олег Киричок[37]
- Герб Старого Крыма был принят в 2000 году, автор Ю. Харбет[38]
- Герб Старобешево был принят в 1997 году, автор Олег Киричок[39]
- Герб Староигнатьевки был принят в 1996 году, автор Олег Киричок[40]
- Герб Стародубовки был принят в 1996 году, автор Олег Киричок[41]
- Герб Старомлыновки был принят в 1996 году, автор Олег Киричок[42]
- Герб Стылы был принят в 1996 году, автор Олег Киричок[43]
- Герб Улакли был принят в 1998 году, авторы Олег Киричок и С. Светловская[44]
- Герб Урзуфа был принят в 1996 году, автор Олег Киричок[45]
- Герб Хомутово был принят в 1997 году, автор Олег Киричок[46]
- Герб Широкино был принят в 1998 году, автор Олег Киричок[47]
- Герб Красной поляны был принят в 1996 году, автор Олег Киричок[48]

## Галереи наВикискладе
- Гербы городов Донецкой области
- Гербы районов Донецкой области
- Гербы пгт Донецкой области